# Broken Social Scene Presents Kevin Drew : Spirit If...
Albums de Kevin Drew
Broken Social Scene
(2005) Something For All Of Us...
(2008)
Spirit If... est le premier album de Kevin Drew, un des cofondateurs de Broken Social Scene, sorti en 2007. 
Cet album est le premier de la série Broken Social Scene Presents qui mettra en avant l'œuvre personnelle d'un des membres du collectif, assisté par l'ensemble de Broken Social Scene. L'album de Brendan Canning, Something For All Of Us..., sorti un an plus tard, est le deuxième de cette même série.
L'accueil critique a été très positif, notamment de la part de Pitchfork, avec une note de 8,2/10.

## Liste des titres
| No  | Titre                         | Durée |
| --- | ----------------------------- | ----- |
| 1.  | Farewell to the Pressure Kids | 5:49  |
| 2.  | Tbtf                          | 3:51  |
| 3.  | F-ked Up Kid                  | 5:09  |
| 4.  | Safety Bricks                 | 4:27  |
| 5.  | Lucky Ones                    | 6:44  |
| 6.  | Broke Me Up                   | 4:24  |
| 7.  | Gang Bang Suicide             | 6:22  |
| 8.  | Frightening Lives             | 6:12  |
| 9.  | Underneath the Skin           | 0:46  |
| 10. | Big Love                      | 3:19  |
| 11. | Backed Out on the...          | 4:16  |
| 12. | Aging Faces / Losing Places   | 4:31  |
| 13. | Bodhi Sappy Weekend           | 4:29  |
| 14. | When It Begins                | 5:01  |